# Biblioteca Nacional de Nueva Zelanda
La Biblioteca Nacional de Nueva Zelanda (en inglés: National Library of New Zealand; en maorí: Te Puna Mātauranga o Aotearoa) es la biblioteca de depósito legal de Nueva Zelanda que tiene la obligación de "enriquecer la vida cultural y económica de Nueva Zelanda y sus intercambios con otras naciones" (Ley de la Biblioteca nacional de Nueva Zelanda - Te Puna Mātauranga de 2003)
La biblioteca apoya a las escuelas a través de sus Servicios de Escuelas, cuenta con un plan de estudios y ramas de asesoramiento alrededor de Nueva Zelanda. La Oficina de Depósito Legal es la agencia de Nueva Zelanda para el ISBN y el ISSN. La sede de la biblioteca se encuentra cerca del Parlamento de Nueva Zelanda y del Tribunal de Apelación en la esquina de las calles Aitken y Molesworth, de Wellington. El actual Ministro Responsable de la Biblioteca Nacional es Nathan Guy.